# Podolanka (Kelet-prágai járás)
Podolanka település Csehországban, a Kelet-prágai járásban. Podolanka Brandýs nad Labem-Stará Boleslav, Dřevčice, Brázdim, Jenštejn, Přezletice és Prága településekkel határos. Lakosainak száma 604 fő (2024. január 1.).

## Népesség
A település lakosságának változását az alábbi diagram mutatja:
| Lakosok száma | 286  | 467  | 479  | 527  | 524  | 564  | 532  | 535  | 631  | 604  |
|               | 1869 | 1900 | 1921 | 1961 | 1980 | 2011 | 2016 | 2019 | 2021 | 2024 |